# Análogo da prostaglandina
Os análogos da prostaglandina são moléculas que são sintetizadas para se ligar a um receptor de prostaglandina.
Uma maior utilização dos análogos de prostaglandina é limitada pelos efeitos colaterais indesejáveis e seu potencial efeito abortivo.